# William Duvall
William Howard Duvall (* 1903; † 1984) war ein US-amerikanischer Offizier.

## Leben
Duvall diente von 1925 bis 1954 in der US-Marine. Er war von 1942 bis 1943 auf dem Zerstörer USS Macomb eingesetzt. Von 1948 bis 1949 diente er auf der USS-Juneau.
Zuletzt war er Rear Admiral. Duvall war einige Jahre in Annapolis, Maryland wohnhaft. Sein Sohn ist der Schauspieler Robert Duvall.

## Auszeichnungen (Auswahl)
- Legion of Merit[5]